# Humenné

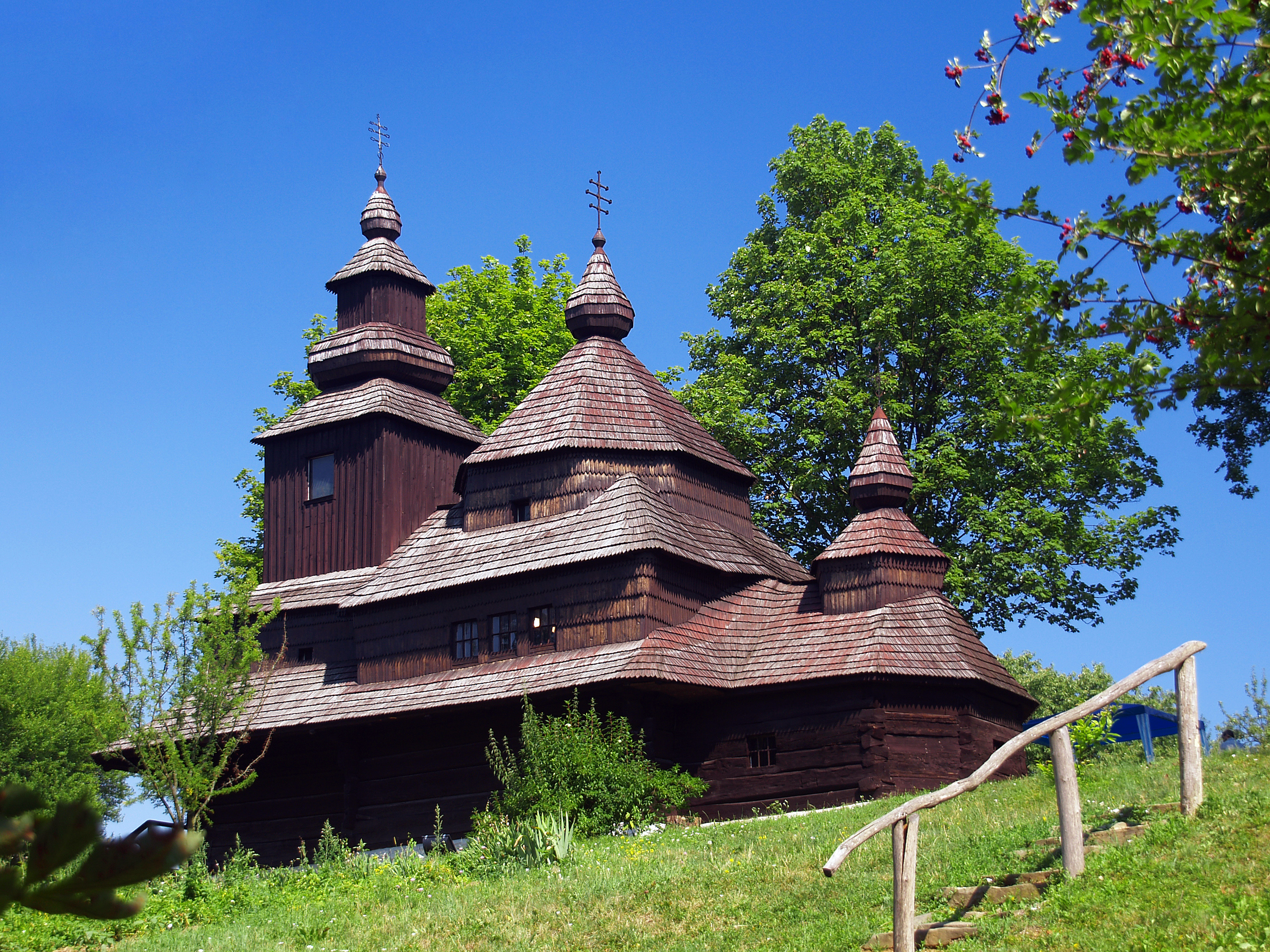
Cerkiew św. Michała Archanioła

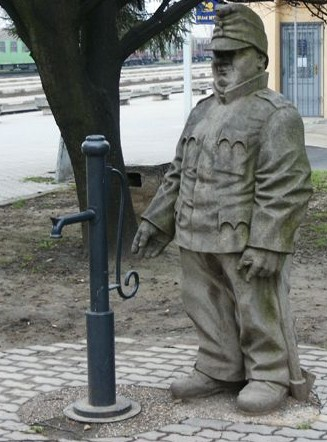
Pomnik Szwejka

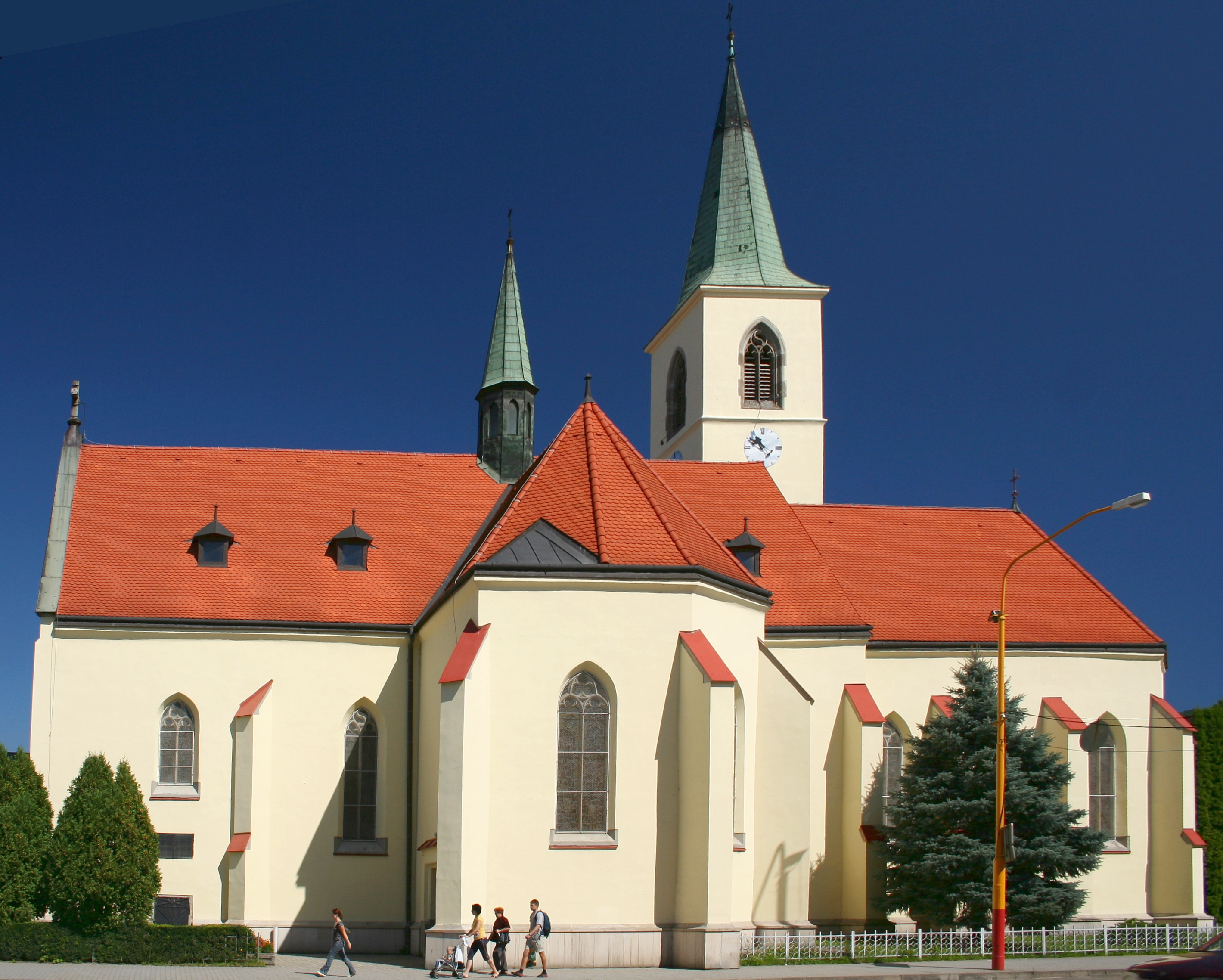
Gotycki kościół w Humenném

Humenné (nazwa historyczna węg. do 1920 Homonna, niem. Homenau, ukr. Гуменне) – miasto powiatowe we wschodniej Słowacji, w kraju preszowskim, w regionie Zemplin. Liczba mieszkańców miasta wynosi 35 053 (2011), powierzchnia – 28,63 km².

## Położenie
Humenné leży na wysokości 157 m n.p.m., u ujścia Cirochy do Laborca, w dolinie oddzielającej Pogórze Ondawskie od pasma Wyhorlatu.

## Historia
Pierwsze ślady osadnictwa w okolicach Humennégo datują się jeszcze z epoki kamiennej. Osadnictwo słowiańskie zaczęło się w V wieku n.e., jednak właściwa, systematyczna kolonizacja zaczęła się w II połowie XIII wieku, po najazdach tatarskich. Okolicę zasiedlili głównie Rusini z pobliskiej Rusi Zakarpackiej. Pierwsza wzmianka o Humenném datuje się z 1317. Miasto znalazło się na transkarpackim szlaku handlowym z Polski na Węgry. Na początku XIV wieku stało się siedzibą węgierskiego rodu magnackiego Drugethów, który panował nad nim do czasu wygaśnięcia w 1684. Miasto rozwinęło się jako ośrodek rzemiosła, było również ośrodkiem administracyjnym jednej z największych feudalnych włości na Węgrzech. Przywilej króla Macieja Korwina potwierdził prawa miejskie Humennégo, miasto miało prawo składu i przywileje handlowe. W mieście znajdowała się komora celna na szlaku handlowym. W XVI wieku okolice miasta zaczęli zasiedlać Wołosi. W 1613 w mieście powstało kolegium jezuickie. Reformy terezjańskie w II połowie XVIII wieku nadały miastu nowy impuls do rozwoju. W 1619 roku w okolicy miasta doszło do bitwy pod Humiennem, znanej w historii jako tzw. pierwsza odsiecz wiedeńska. W XVIII wieku w Humenném mieszkali Węgrzy, Słowacy, Polacy, Żydzi i Rusini.
W XIX wieku miasto dostało się pod panowanie rodu Andrássych z Siedmiogrodu. Pod ich rządami miasto przez kilka kolejnych dekad przechodziło okres rozwoju, podobnie działo się na całym obszarze Królestwa Węgierskiego. W 1871 doprowadzono do Humennégo kolej zwaną jako Pierwsza Węgiersko-Galicyjska Kolej Żelazna. Pierwszy raz w historii Humenné uzyskało stałe, bezpośrednie połączenie za stołecznym Budapesztem, a także z dwoma galicyjskimi miastami: Przemyślem i Lwowem. W 1889 otwarto pierwszą w Austro-Węgrzech szkołę ekonomiczną. W 1910 miasto miało 4,5 tys. mieszkańców, z czego 1,7 tys. Węgrów, 1,4 tys. Słowaków i 0,9 tys. Niemców. Szybki rozwój miasta zahamowała I wojna światowa i jej dalsze konsekwencje. W wyniku Traktatu w Trianon po ponad 900-letniej przynależności do Królestwa Węgierskiego miasto znalazło się granicach nowo powstałej Czechosłowacji. Od marca 1939 roku do końca wojny Humenné leżało w granicach marionetkowego państwa słowackiego. W 1948 miasto miało 7 tysięcy mieszkańców. W 1956 w mieście ulokowano wielką fabrykę włókna poliamidowego Chemlon, poza tym powstały zakłady przemysłu chemicznego, spożywczego i budowlanego. Zaowocowało to budową blokowisk. Lokalny przemysł nie podźwignął się jednak po kryzysie socjalistycznej gospodarki w latach 80. XX wieku.
Obecnie okolice Humennégo są zaliczane do najuboższych regionów Słowacji z wysokim wskaźnikiem bezrobocia i emigracji zarobkowej. Licznie występuje tu mniejszość cygańska.

## Demografia
Liczba mieszkańców miasta wynosi 35 053 (2011).
Narodowości
Słowacy – 78,7%
Rusini – 6,5%
Cyganie – 2,33%
Ukraińcy – 1,16%
Czesi – 0,49%
Polacy – 0,07%

## Religia
Wyznania
rzymscy katolicy – 57,91%
grekokatolicy – 23,00%
bez wyznania – 8,69%
prawosławni – 5,91%
protestanci – 0,98%
- Cerkiew Świętych Cyryla i Metodego w Humennem
- Parafia Świętych Cyryla i Metodego w Humennem

### Cmentarze
- Cmentarz żydowski w Humennem

## Gospodarka
W mieście rozwinął się przemysł materiałów budowlanych, spożywczy oraz chemiczny.

## Transport
Przez Humenné przebiega droga krajowa 74, prowadząca od granicy z Ukrainą (przejście graniczne Ubľa-Małyj Bereznyj) przez Sninę do miasta Strážske i dalej na zachód. Łączy się z nią droga lokalna 559 z Medzilaborec.
- Linia kolejowa 193 Prešov – Humenné
- Linia kolejowa 196 Humenné – Stakčín

## Turystyka
Humenné służy turystom jako baza do wycieczek w Wyhorlat i w Góry Bukowskie. W najbliższej okolicy miasta leżą ruiny dwóch zamków – w Brekovie i w Jasenovie. W samym mieście znajdują się skansen, renesansowy zamek Drugethów z 1610 oraz gotycki kościół z XIV wieku ze szczątkami św. Bonifacego.

## Sport
- FK Humenné – klub piłkarski
- HC 19 Humenné – klub hokejowy
- VK Humenné – klub piłki siatkowej mężczyzn

## Miasta partnerskie
- Jarosław
 Mátészalka
 Pereczyn
 Sanok
 Przeworsk
 Třebíč
 Przemyśl